# Коробов, Герман Александрович
Герман Александрович Коробов (16 июня 1913 — 27 декабря 2006) — советский инженер-конструктор тульского Центрального конструкторско-исследовательского бюро спортивного и охотничьего оружия (ЦКИБ СОО).

## Биография
Родился 16 июня 1913 года в Самарской губернии в семье почтового служащего.
Родители отдали его в школу с педагогическим уклоном. После окончания девятилетки Герман в 1930 году уехал в уральский город Белорецк. Здесь ему удалось устроиться учеником на сталепроволочный завод. Одновременно с этим поступил учиться на второй курс вечернего отделения рабфака при Свердловском институте стали.
В 1937 году по окончании Уральского индустриального института им. С. М. Кирова Коробов был призван в ряды Красной Армии для прохождения срочной службы в одной из авиационных частей Забайкальского военного округа, дислоцировавшейся под Читой. Здесь курсант Коробов готовился стать летчиком-наблюдателем скоростного бомбардировщика СБ.
В 1939 году был направлен на работу в тульское ЦКБ-14 инженером-конструктором в одно из ведущих конструкторских бюро, занимавшееся созданием автоматического стрелкового оружия, где работал до конца своей жизни.

## Разработки
Разработал множество самых разнообразных моделей автоматов, самозарядных винтовок, ручных пулеметов, охотничьих ружей и модификации некоторых видов оружия.
Среди них:
- ТКБ-022 — серия советских экспериментальных автоматов компоновки булл-пап,
- ТКБ-059 — опытный образец трехствольного автомата залпового огня,
- ТКБ-0111 — представленный на конкурс «Абакан»,
- ТКБ-408 — один из первых автоматов компоновки «Булл-пап»,
- ТКБ-517,
- пороховой запал на коктейль Молотова[2],
- компенсатор отдачи на авиационную пушку ВЯ,
- револьверный пулемёт на основе пулемёта ШКАС.

Однако, несмотря на выдающиеся характеристики, ни одна модель оружия Германа Коробова так и не была принята на вооружение. Часть из них можно видеть в Музее оружия в Тульском Кремле

## Награды
- За заслуги в создании образцов оружейной техники Г. А. Коробов был отмечен государственной наградой — орденом Трудового Красного Знамени, награждён медалью «За трудовую доблесть».
- Удостоен почётного звания «Заслуженный машиностроитель РСФСР».